# Dżawid Gamzatow
Dżawid Szakirowicz Gamzatow (ros. Джавид Шакирович Гамзатов; błr. Джавід Шакіравіч Гамзатаў, Dżawid Szakirawicz Hamzatau; ur. 27 grudnia 1989 w Kiziłjurcie) – rosyjski i białoruski zapaśnik walczący w stylu klasycznym. Brązowy medalista olimpijski z Rio de Janeiro 2016 w kategorii 85 kg.
Trzeci na mistrzostwach świata w 2013. Czternasty na mistrzostwach Europy w 2014. Zajął 21. miejsce na igrzyskach europejskich w 2015. Zdobył brązowy medal na Uniwersjadzie w 2013. Trzynasty w Pucharze świata w 2012 roku.